# Sojuz 7K-T
Sojuz 7K-T (ros. Союз 7К-Т) – druga generacja pojazdów kosmicznych Sojuz, wykorzystywana w ramach programu Salut/Ałmaz, wprowadzona po katastrofie lotu Sojuz 11 w 1971. W przeciwieństwie do wersji 7K-OKS mogła na swoim pokładzie pomieścić jedynie dwóch kosmonautów ubranych w kombinezony Sokoł. Zasilanie na statku zapewniały akumulatory, co zapewniało dwa dni autonomicznego lotu przed połączeniem ze stacją. Podobnie jak wcześniejsze wersje Sojuz 7K-T wykorzystywał system Igła do automatycznego naprowadzania do stacji. W locie Sojuz 13 moduł orbitalny zamiast portu cumowniczego posiadał kamerę do obserwacji Ziemi. Konstrukcja Sojuza 7K-T stała się bazą dla pojazdów Progress.

## Loty bezzałogowe
- Kosmos 496
- Kosmos 573
- Kosmos 613
- Kosmos 656
- Sojuz 20

## Misje załogowe
- Sojuz 12
- Sojuz 13
- Sojuz 14
- Sojuz 15
- Sojuz 17
- Sojuz 18-1
- Sojuz 18
- Sojuz 21
- Sojuz 23
- Sojuz 24
- Sojuz 25
- Sojuz 26
- Sojuz 27
- Sojuz 28
- Sojuz 29
- Sojuz 30
- Sojuz 31
- Sojuz 32
- Sojuz 33
- Sojuz 34
- Sojuz 35
- Sojuz 36
- Sojuz 37
- Sojuz 38
- Sojuz 39
- Sojuz 40